# Parthenos mysolensis
Parthenos mysolensis är en fjärilsart som beskrevs av Talbot 1932. Parthenos mysolensis ingår i släktet Parthenos och familjen praktfjärilar. Inga underarter finns listade i Catalogue of Life.